# Fief vicomtier
Un Fief vicomtier ou Seigneurie vicomtière, désigne dans une grande partie de la Flandre, en Artois, en Ponthieu et dans quelques autres régions voisines un fief non noble ou bourgeois ("feudum burgense seu ignobile"), mais ayant moyenne justice, et pouvant nommer de ce fait un vicomte simple officier de justice seigneuriale dans le comté de Flandre qui ne portait plus le nom de bailli qu'il avait jadis, sans doute pour ne pas le confondre avec les baillis des villes ou des châtellenies et vierschaere qui exerçaient des fonctions judiciaires plus importantes. Ainsi, dans un fief vicomtier ce n'est pas le seigneur qui porte le nom de "vicomte" mais bien le bailli qu'il nomme.
Les fiefs vicomtiers formaient la majorité des fiefs de Flandre et leurs possesseurs ne sont pas qualifiés de "vicomtes" mais de "seigneurs vicomtiers".

## Nature du fief vicomtier
Dans les Flandres, un fief vicomtier, ou fief à bailli, ne doit pas être confondu avec une vicomté, grand-fief nobiliaire peu fréquent en France. Cela incite aussi à examiner avec prudence  l'attribution de la qualité nobiliaire de "vicomte" ou de "vicomté" donnée à des personnages ou à des terres dans des publications récentes et mal documentées, principalement dans les publications de généalogistes peu scrupuleux désireux d'anoblir ainsi à bon compte des familles, ou de leur faire attribuer une reconnaissance de noblesse dans les pays où cela est possible comme la Belgique.
Comme déjà dit ci-dessus, le terme vicomte qui a donné son nom aux fiefs ou arrière-fiefs vicomtiers, était le nom donné au bailli et un fief vicomtier était un fief pouvant nommer un bailli ou vicomte. "Un seigneur vicomtier, dans la châtellenie de Cassel (...) peut faire justice de tous les délicts qui ne sont pas privilégiez, comme fausse-monnoye ou crime de leze-majesté, avec la potence, la corde et la fosse, au lieu que le haut justicier le fait avec le glaive."
L'acquisition d'un fief vicomtier dans le comté de Flandre ne conférait pas la noblesse. On remarque d'ailleurs que la Flandre compte un très petit nombre de familles nobles à partir du XVIIIe siècle, les familles éteintes étant rarement remplacées, non seulement parce que l'achat d'un titre nobiliaire n'était plus assorti d'exemption de charge lourde, mais surtout parce que les grands échevinages et les oligarchies bourgeoises municipales des villes de Flandre constamment renouvelées et concurrençant la noblesse en richesse et puissance avaient établi leurs libertés à travers de nombreuses luttes sanglantes contre la noblesse et les grandes baronnies et leur restaient hostiles et afin de conserver leur prestige et autorité et de sauvegarder la cohésion de communautés urbaines solidaires ne souhaitaient pas un anoblissement qui les aurait exclues de la gestion de la cité et de l'estime et confiance du peuple.
La propriété d'un fief vicomtier ou arrière-fief vicomtier, quand il ne dépendait pas d'une baronnie, était le plus souvent, du Moyen Âge jusqu'à la fin de l'Ancien Régime, le fait de familles bourgeoises des villes du comté de Flandre, ou de familles de riches laboureurs, qui ajoutaient parfois à leur nom le patronyme correspondant.  
Certains fiefs vicomtiers qui n'avaient pas été aliénés faisaient partie jusqu'au XVIe siècle des baronnies des Flandres dont ils dépendaient et étaient restés aux mains des grands seigneurs féodaux, possédant les châteaux et forteresses du comté. De nombreux fiefs, simples ou vicomtiers, étaient également possédés par les Abbayes qui étaient les plus grands possesseurs fonciers des Flandres.
Comme c'est le cas pour tous les fiefs en droit féodal, il leur sont attachés certains droits spéciaux, notamment sur les cours d'eau et flégards. Il correspond à une juridiction dépendant des cours féodales princières. L'ensemble des fiefs de Flandre relevaient ainsi de 17 cours féodales princières, dont 4 en Flandre maritime : la Châtellenie de Bailleul, la Noble Cour de Cassel, le Perron de Bergues et le Gyselhuis de Bourbourg.

## Liste de fiefs vicomtiers
- Fief vicomtier d'Athis (Belgique)
- Fief vicomtier d'Ascq
- Fief vicomté de Berlette à Merck-Saint-Liévin[Note 1].
- Fief vicomtier de Crayencour
- Créqui (arrière-fief vicomtier situé en Lynde)
- Créqui, fief vicomtier situé en Zermezeele.
- Fief vicomtier d'Ennequin
- Fief vicomtier d'Hellesmes
- Fief vicomtié d'Herrin
- Fief vicomtier d'Humeryse
- Fief vicomtier d'Innommé
- Fief vicomtier de Ligny[réf. nécessaire] (sur l'actuelle commune de Beaucamps-Ligny)
- Fief vicomtier et seigneurie foncière de la Nieppe à Tilques[20].